# Cyrtopholis respina
Cyrtopholis respina là một loài nhện trong họ Theraphosidae.
Loài này thuộc chi Cyrtopholis. Cyrtopholis respina được Pelegrin Franganillo-Balboa miêu tả năm 1935.